# マーケティング天国
『マーケティング天国』（マーケティングてんごく）は、1988年から1990年までフジテレビの深夜番組放送枠『JOCX-TV2』で毎週月曜深夜に放送された経済情報番組である。ホイチョイ・プロダクションが企画立ち上げに関わり、番組の制作は日本テレワーク（現・ネクステップ）が担当した。
消費文化がその頂点を極めたバブル期ではあったものの、当時の日本では、マーケティングという概念が一般に認知されていたとは言えないことから、この番組は一般視聴者に「マーケティング」という「視点」を紹介した先駆的な存在と言える。

## MC
- 城ヶ崎祐子（当時フジテレビアナウンサー）

## 内容
番組は生放送ではなく、放送当日（日付としては火曜日の午前であるが、編成上は月曜日の深夜となる）の午後に撮って出し形式にて収録されていた。これは一部ランキングの最新データが放送当日（月曜日）に発表されることから、なるべく最新の情報を伝えるための配慮であると言われている。このためランキング部分のナレーションは事前に収録できるものと収録時に「生付け（本編収録の流れで同時に収録）」するものが混在していた。
番組前半では、城ヶ崎祐子が映画、書籍、CD売り上げ、視聴率のランキングを流れるように読み上げていた。後半の特集（「ミッドナイト・プレゼンテーション」）では、当該分野の専門家を迎え、その分野についての市場分析を行った。
番組前半で各種ランキングを読み上げる際には、一言寸評を添えるのが通例であり、それらは辛口批評でもあった（例えば、『ゴーストバスターズ2』に対して「全く第1作を理解しておらず良点が失われている」など）。さらに、視聴率ランキングでは、自局（フジテレビ）の番組に対しても、冷ややかなコメントを加えることがあった。一方、良い作品として『ちびまる子ちゃん』を「平成のサザエさん」として人気を集めると評していた。

## 後発番組
1990年、番組終了と入れ替わる形で日本テレビで始まった『EXテレビ』月曜日は、この『マーケティング天国』と同様の「今週のヒットパレード」と称する「トレンドランキング」を核とする番組で、内容が酷似していた。ちなみに、放送日も毎週月曜日とこの『マーケティング天国』と重なる。なお、こちらにはコメンテーターとして慶應義塾大学商学部教授（当時）の村田昭治が出演していた。
また、番組をプロデュースしたホイチョイ・プロダクションズはこの後、1990年代に『カノッサの屈辱』および『TVブックメーカー』という情報バラエティ番組を企画し、これらを「フジテレビ・ホイチョイのマーケット3部作」と位置付けた。また、この3部作終了後の1993年に『5年後』という番組が放送され、これも「マーケット3部作」との関連性が深いものとなった。

## スタッフ
- 企画・原案：ホイチョイ・プロダクション
- 構成：小山薫堂、平岡秀章
- マーケティングリサーチ：川井凡、永弘道、吉田由里 ／ 上野陽一（フジテレビ）
- デザイン：下村哲也、五十嵐真一、髙橋洋一郎（Something)
- 技術：山本和義（八峯テレビ）
- 照明：渡辺雅敏
- 効果：東藤雅人、角千明（プロジェクト80）
- T.K.：橘京子、水野久美
- 編集：薗部健（TDKコア）
- 美術：山田茂夫
- セットデザイン：雫石洋治
- 美術進行：金子隆
- グラフィックデザイン：風吹ジョン、高谷壽（TiME）、下村哲也、坂本雅史
- スタイリスト：波多野としこ
- 企画・編成：小牧次郎、石原隆、金光修、石山辰吾（全員フジテレビ）
- ディレクター：田中経一
- プロデューサー：古賀憲一（日本テレワーク）
- 制作協力：日本テレワーク
- 制作著作：フジテレビ